# جان بيار ويبر
جان بيار ويبر (بالفرنسية: Jean-Pierre Weber)‏ (31 ديسمبر 1899 إيش سوغ ألزيت لوكسمبورغ - 15 مارس 1967 إيش سوغ ألزيت لوكسمبورغ) هو لاعب كرة قدم لوكسمبورغي، شارك في الألعاب الأولمبية الصيفية 1924.

## روابط خارجية
- جان بيار ويبر على موقع الاتحاد الدولي (مؤرشف)  (الإنجليزية)
- جان بيار ويبر على موقع قاعدة بيانات كرة القدم.إي يو (الإنجليزية)
- جان بيار ويبر على موقع أوليمبيديا (الإنجليزية)